# NML Лебедя
NML Лебедя (V1489 Лебедя) — зоря, червоний гіпергігант, яка перебуває в сузір'ї Лебедя.
Це одна з найбільших зір, відомих станом на 2015 рік, з радіусом, що дорівнює 1650 радіусам Сонця. Відстань до неї оцінюють приблизно в 1,6 кілопарсека або близько 5300 світлових років.

## Історія спостереження
NML Лебедя виявили 1965 року Нойгебауер, Мартц і Лейтон разом з іншою надзвичайно яскравою червоною зорею і описали їхній колір, як у об'єктів з температурою тіла 1000 кельвінів. NML походить від перших букв відкривачів цієї зорі. Другу зорю, яку вони відкрили, вони назвали NML Тельця, нині відома під назвою K Тельця. NML Лебедя відтоді також дістала назву V1489 Лебедя, через малі напівправильні варіації яскравості, але дотепер її найчастіше згадують під назвою NML Лебедя. Її склад став відомий після відкриття космічного мазера (1612 MHz) в 1968 році. Також у складі NML Лебедя виявлено речовини, такі як вода, монооксид кремнію, монооксид вуглецю, синильна кислота, моносульфід вуглецю, монооксид сірки, діоксид сірки, сірководень.

## Опис
Діаметр NML Лебедя в 1650 разів більший, ніж діаметр Сонця. Якщо помістити її в центрі Сонячної системи, то вона займе весь космічний простір до орбіти Юпітера, заповнивши більш як половину проміжку між ним і Сатурном. Об'єм NML Лебедя дорівнює приблизно 4,5 млрд. об'ємів Сонця. Болометрична величина NML Лебедя становить приблизно -9.0Mbol.
Це один з найбільш яскравих холодних гіпергігантів, а також одна із найяскравіших зір Чумацького Шляху. Це також напівправильна змінна зоря з періодом близько 940 днів.
NML Лебедя є розвинутою зорею і через це важкі елементи і молекули наявні в її атмосфері, зокрема, оксиген, гідроксил і вода. Навколо неї хмари зоряного пилу.

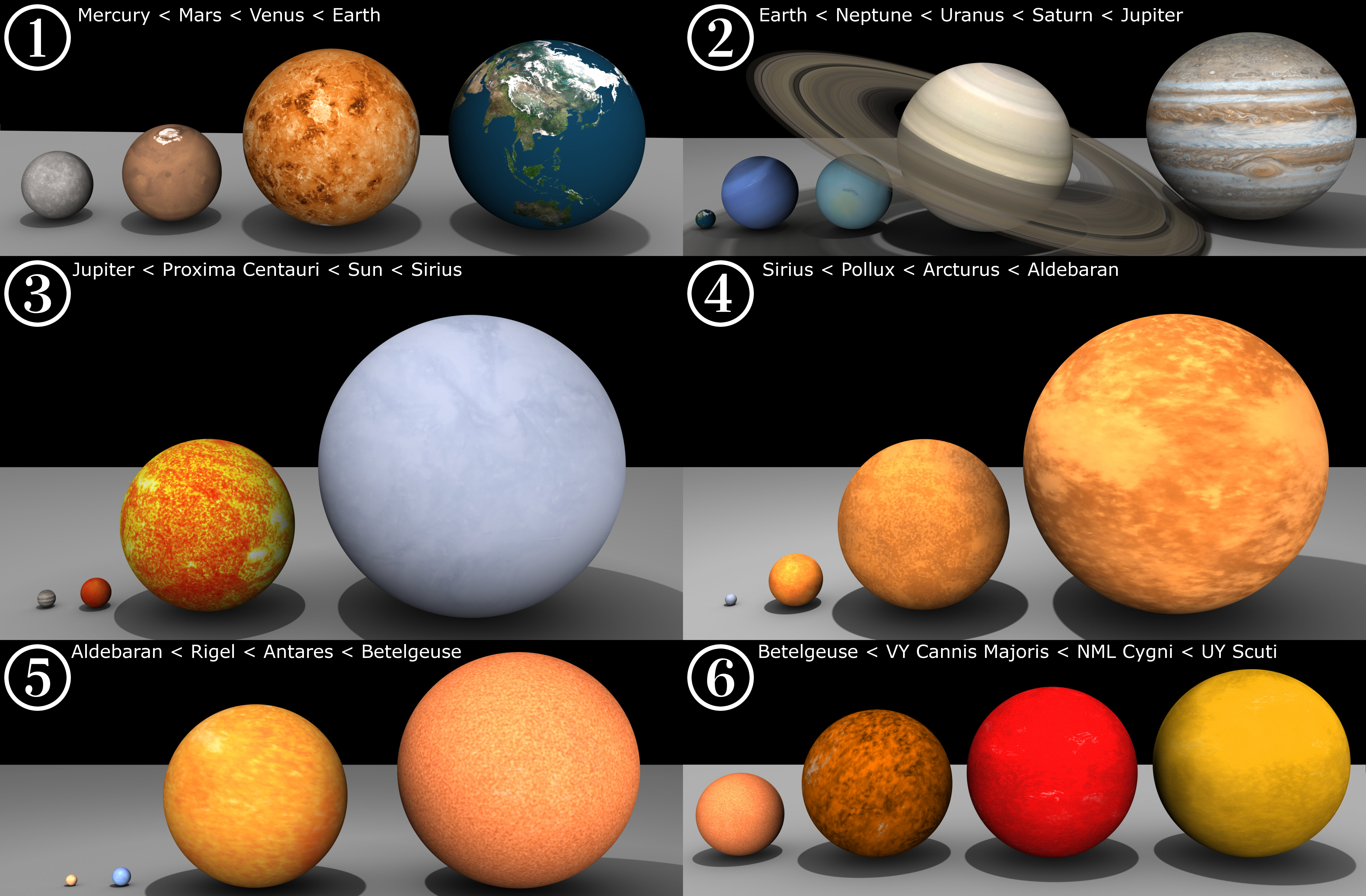
Відносні розміри планет в Сонячній системі і декількох зір, включаючи NML Лебедя
1. Меркурій < Марс < Венера < Земля
2. Земля < Нептун < Уран < Сатурн < Юпітер
3. Юпітер < Проксима Центавра < Сонце < Сіріус
4. Сіріус < Поллукс < Арктур < Альдебаран
5. Альдебаран < Рігель <Антарес <Бетельгейзе
6. Бетельгейзе < VY Великого Пса < NML Лебедя < UY Щита.

За оцінками, швидкість втрати маси NML Лебедя є однією з найвищих серед відомих зір і становить 2×10−4 мас Сонця на рік. Вимірювання показали, що річний зоряний паралакс NML Лебедя становить близько 0,62 кутових мілісекунди. Виходячи зі спостережень, передбачають, що NML Лебедя має дві дискретних оптично товстих оболонки пилу і молекул. Оптична товщина внутрішньої оболонки дорівнює 1,9, тоді як зовнішньої — 0,33.
Через своє розташування на околиці масивної асоціації Лебідь OB2, вимірюваний вплив випромінювання NML Лебедя на навколишній пил і газ обмежений регіоном, що далекий від центральних гарячих зірок асоціації.